# واؤبروخه
واؤبروخه (به هلندی: Woubrugge) یک منطقهٔ مسکونی در هلند است که در کاخ ان‌براسم واقع شده‌است. واؤبروخه ۴٬۹۵۰ نفر جمعیت دارد.